# Depce
Depce (cyr. Депце) – wieś w Serbii, w okręgu pczyńskim, w gminie Preševo. W 2002 roku liczyła 441 mieszkańców.